# Джейк Пол
Джейк Джоузеф Пол (на английски: Jake Joseph Paul) е американски ютюбър, актьор, инфлуенсър и професионален боксьор.
Заедно с брат си Логан Пол започва да публикува видеа в платформите Vine и YouTube през 2013, като двамата бързо стават едни от най-следените влогъри в света. Двамата публикуват клипове със забавни номера и хип-хоп музика, като много от тях предизвикват критики и скандали. През 2016 година получава роля в сериала „Бизаардварк“ на „Дисни Ченъл“ за два сезона.
През 2018 г. решава да започне боксова кариера. Първият му мач е срещу друг известен ютюбър – AnEsonGib. Впоследствие побеждава бившия баскетболист Нейт Робинсън, както и бившите звезди от MMA – Бен Аскрен, Тайрън Уудли и Андерсон Силва. При първата си среща с професионален бокьор обаче губи от Томи Фюри. В най-скорошната си среща побеждава и звездата от UFC – Нейт Диас.
Брат му Логан Пол също е медийна звезда, който се пробва неуспешно в бокса и се пренасочва към кеча.

## Боксова кариера
| 13 победи (7 победи с нокаут), 1 загуба, 0 равенства |             |                                                     |                |                              |
| Година                                               | Дата        | Място                                               | Съперник       | Резултат                     |
| 2020                                                 | 30 януари   | САЩ The Meridian at Island Gardens, Маями, Флорида  | AnEsonGib      | Нокаут в първи рунд          |
| 2020                                                 | 28 ноември  | САЩ, Лос Анджелис, Калифорния                       | Нейт Робинсън  | Нокаут във втори рунд        |
| 2021                                                 | 17 април    | САЩ, Атланта, Джорджия                              | Бен Аскрен     | Нокаут в първи рунд          |
| 2021                                                 | 29 август   | САЩ, Кливлънд, Охайо                                | Тайрън Уудли   | Победа по точки              |
| 2021                                                 | 18 декември | САЩ, Тампа, Флорида                                 | Тайрън Уудли   | Нокаут в шести рунд          |
| 2022                                                 | 29 октомври | САЩ, Глендейл, Аризона                              | Андерсон Силва | Победа по точки (единодушно) |
| 2023                                                 | 26 февруари | Саудитска Арабия Diriyah Arena, Дирия               | Томи Фюри      | Загуба по точки              |
| 2023                                                 | 5 август    | САЩ, Далас, Тексас                                  | Нейт Диас      | Победа по точки              |
| 2023                                                 | 15 декември | САЩ, Орландо, Флорида                               | Андре Огъст    | Нокаут в първи рунд          |
| 2024                                                 | 2 март      | Пуерто Рико, José Miguel Agrelot Coliseum, Сан Хуан | Райън Борланд  | Нокаут в първи рунд          |
| 2024                                                 | 20 юли      | САЩ, Тампа, Флорида                                 | Майк Пери      | Нокаут в шести рунд          |
| 2024                                                 | 15 ноември  | САЩ, Арлингтън, Тексас                              | Майк Тайсън    | Победа по точки              |

## Избрана филмография
- Untold: Jake Paul the Problem Child – документален филм на Netflix, проследяващ най-вече боксовата му кариера